# 유자식 상팔자
《유자식 상팔자》는 2013년 6월 4일부터 2016년 4월 9일까지 방송되었던 예능 프로그램이다.

## 방송 시간
| 방송 채널 | 방송 기간                           | 방송 시간               |
| --------- | ----------------------------------- | ----------------------- |
| JTBC      | 2013년 6월 4일 ~ 2014년 12월 9일    | 매주 화요일 밤 11시     |
| JTBC      | 2014년 12월 17일 ~ 2015년 10월 21일 | 매주 수요일 밤 9시 30분 |
| JTBC      | 2015년 10월 28일                    | 수요일 밤 10시 50분     |
| JTBC      | 2015년 11월 10일 ~ 2015년 12월 1일  | 매주 화요일 밤 9시 30분 |
| JTBC      | 2015년 12월 13일 ~ 2016년 2월 28일  | 매주 일요일 밤 8시 30분 |
| JTBC      | 2016년 3월 12일 ~ 2016년 4월 9일    | 매주 토요일 밤 9시 40분 |

## 역대 코너
- 솔까말 토크 (2013년 6월 4일 ~ 2014년 5월 27일)
- 부모님 전상서 (2013년 6월 4일 ~ 2014년 1월 28일)
- 백지장도 맞들자 (2014년 2월 4일 ~ 2014년 4월 8일)
- 부모 마음 퀴즈! (2014년 4월 15일 ~ 2014년 7월 22일)
- 일심동체 가족회의 心봤다 토크 (2014년 6월 3일 ~ 2014년 7월 22일)
- 사춘기 고발 카메라 (2014년 7월 29일 ~ 2015년 12월 1일)
- 불효 톱 10 (2014년 7월 29일 ~ 2014년 10월 21일)
- 썸 타는 교실 (2014년 10월 28일 ~ 2014년 12월 2일)
- 강제로 부자유친 (2016년 1월 10일 ~ 2016년 4월 9일)

## 출연자
MC
- 1대 손범수 (2013년 6월 4일 ~ 2016년 4월 9일)
- 2대 오현경 (2014년 6월 3일 ~ 2016년 4월 9일)

출연가족
- 홍서범, 조갑경 가족 (딸 홍석희·홍석주)
- 우현 가족 (아내 조련, 아들 우준서)
- 김봉곤 가족 (딸 김자한, 아들 김경민) (딸 김도현은 2021년 4월 6일에 TV 조선 개편으로 인해 아내의 맛에 합류 한다. 딸 김자한도 2021년 4월 6일에 TV 조선 개편으로 인해 아내의 맛에 복귀 한다. 단, 아들 김경민은 제외)
- 이광기 가족 (딸 이연지)
- 이혁재 가족 (아내 심경애, 아들 이태연·이정연)
- 정은표 가족 (아내 김하얀, 아들 정지웅, 딸 정하은)

이전 MC
- 1대 강용석 가족 (아들 강원준·강인준·강세준) (2013년 6월 4일 ~ 2015년 4월 29일)

이전 출연가족
- 김보성 가족 (아들 허영우)
- 이경실 가족 (딸 손수아, 아들 손보승)
- 권장덕, 조민희 가족 (딸 권영하, 아들 권태원)
- 박남정 가족 (딸 박시은·박시우)
- 석주일 가족 (아들 석능준)
- 변정수 가족 (딸 유채원)
- 조관우 가족 (아내 손혜련, 아들 조현)
- 서승만 가족 (아들 서태인·서태현)

 게스트 출연 가족
- 추가열 가족 (아들 추재호·추재윤)
- 최준용 가족 (아들 최현우)
- 이하얀 가족 (딸 허정인)
- 안정훈 가족 (딸 안수빈)
- 배칠수 가족 (딸 이솔)
- 전인택 가족 (아들 전우용)
- 최정원 가족 (아들 윤희원)
- 박강성 가족 (아들 박요셉·박예준)
- 이일재 가족 (딸 이설·이림)
- 임승대 가족 (아들 임휘·임린)
- 이다도시 가족 (아들 서유진)

## 같이 보기
- 동상이몽, 괜찮아 괜찮아 (SBS)

## 동시간대 경쟁 프로그램
- 나는 자연인이다 (MBN)
- EBS 다큐프라임 (EBS 1TV)
- 생로병사의 비밀 (KBS 1TV)
- 리얼 대탐험 (OBS)